# Fiuk
Filipe Kartalian Ayrosa Galvão (São Paulo, 25 de octubre de 1990), más conocido como Fiuk, es un cantante y actor brasileño destacado por su participación como Bernardo Oliveira en la decimoséptima temporada de la telenovela Malhação y por ser el vocalista de la banda Hori.

## Vida personal
Fiuk es hijo del cantante de música romántica Fábio Jr. y de Cristina Kartalian. Tiene cuatro hermanos: Cléo Pires (hija de la actriz Glória Pires), Krizia, Tainá y Záion. 
Entre 2013 y 2014, tuvo una relación con la actriz y cantante Sophia Abrahão.

## Carrera
Tras salir de la banda No name, Fiuk buscó gente para formar una nueva banda y conoció al batería Xande Bispo en un estudio en un estudio de la urbanización paulista de Alphaville. El puesto de bajista fue para Alex, que entró en 2005 así como el nuevo guitarrista, Cleiton Galvão (primo de Xande). Ellos formaron el grupo Hóri.
El grupo grabó el EP independiente Mentes inquietas con cinco pistas. La formación duró hasta principios de 2008 cuando salió Cleiton Galvão. Gracias a Mi Vieria, (vocalista del grupo Glória), Fiuk conoció a Max Klein que había tocado con Glória y otros grupos independientes como Enjoy y era también compositor y productor musical. Era época de cambios y Fiuk invitó a Maz a ir a un ensayo para que los conociera mejor. Max acababa de perder a su padre y estaba nervioso por lo que cometió algunos fallos técnicos pero, aun así, gustó mucho al líder del grupo. Tras salir Cleiton, Max se convirtió en el nuevo guitarrista.
Dos meses después, el grupo firmó un contrato con Warner Music Brasil y durante la preproducción del álbum, el guitarrista rítmico Alex dejó el grupo y su lugar fue ocupado por Renan Augusto. Aunque no tenían bajista, el grupo comenzó a componer las pistas que formarían el primer álbum oficial. A partir del inicio de las grabaciones, Fê Campos comienza a tocar el bajo.
En 2009, Fiuk hizo una audición para participar en la decimoséptima temporada de la telenovela Malhação, siguiendo los pasos de su padre. Fiuk fue aceptado para interpretar el personaje de Bernardo Oliveira, protagonista de la temporada junto con Cristiana Araújo (interpretado por Cristiana Peres). La canción Quem eu sou (Quien yo soy) de Hóri fue elegida como tema de apertura de la nueva temporada.